# Vrede
Vrede, ilska, raseri, ursinne eller indignation är en djup och stark känsla av att ha blivit förorättad på ett sätt som kräver upprättelse. Den länkar till ens psykologiska tolkning av att ha blivit sårad, kränkt eller förnekad och en tendens att ta död på detta genom hämnd.
Videbeck beskriver vrede som en vanlig känsla som innebär en stark obehaglig och känslomässig reaktion på upplevda trakasserier. 
R. Novaco känner igen tre former av vrede: kognitiv (värderingar), kroppsligt affektiv (spänning och oro) och beteende (tillbakadragande och illvilja).
DeFoore beskrev år 2004 vrede som en tryckkokare - vi kan bara sätta press på vår vrede en viss tid tills den exploderar.
Vrede kan ha fysiska samband såsom ökad hjärtfrekvens, blodtryck och nivåer av adrenalin.
Somliga anser vrede som en del av kamp-eller-flykt-beteendet som svar på upplevda hot.
Vrede blir den dominerande känslan beteendemässigt, kognitivt och fysiologiskt när en person gör det medvetna valet att vidta åtgärder för att omedelbart stoppa hotfullt beteende av en annan utvändig kraft.
Vrede kan ha många fysiska och psykiska konsekvenser.
Vrede, som är orättfärdig, räknas inom den katolska kristendomen som en av de sju dödssynderna.
Det yttre uttrycket av vrede finns i ansiktsuttryck, kroppsspråk, fysiologiska reaktioner och ibland i offentliga aggressiva handlingar.
Människor och djur ger ifrån sig höga ljud, försöker se fysiskt större ut, blottar tänderna och stirrar.
De beteenden som förknippas med vrede är utformade för att varna angripare om att stoppa sitt hotfulla uppförande.
Fysiskt bråk uppstår sällan utan föregående uttryck av vrede från minst en av deltagarna.
Medan de flesta som upplever vrede förklarar dess upphetsning som ett resultat av "vad som hänt dem", påpekar psykologer att en arg person mycket väl kan förväxlas eftersom vrede orsakar en förlust i egenkontrollkapacitet och objektiv observerbarhet.
Moderna psykologer ser vrede som en primär, naturlig och mogen känsla som upplevs så gott som av alla människor ibland, och något som har ett funktionellt värde för överlevnad.
Vrede kan sammankalla psykologiska resurser för förbättringsåtgärder. 
Okontrollerad vrede kan påverka personligt eller socialt välbefinnande negativt.
Medan många filosofer och författare har varnat för de spontana och okontrollerade vredesutbrotten, har det funnits oenighet om det verkliga värdet av vreden. 
Att hantera vrede har behandlats i skrifter av de tidigaste filosoferna fram till modern tid.
Moderna psykologer, i motsats till tidigare författare, har också påpekat de skadliga effekterna av undertryckt vrede.